# Olexi Kolokoltsev
Olexi Kolokoltsev –en ucraniano, Олексій Вікторович Колокольцев– (Salairka, URSS, 14 de febrero de 1981) es un deportista ucraniano que compitió en halterofilia.
Ganó una medalla de bronce en el Campeonato Europeo de Halterofilia de 2002, en la categoría de +105 kg. Participó en los Juegos Olímpicos de Atenas 2004, ocupando el quinto lugar en la misma categoría.

## Palmarés internacional
| Campeonato Europeo | Campeonato Europeo | Campeonato Europeo | Campeonato Europeo |
| Año                | Lugar              | Medalla            | Categoría          |
| ------------------ | ------------------ | ------------------ | ------------------ |
| 2002               | Antalya (Turquía)  | Medalla de bronce  | +105 kg            |